# 캄보디아의 정치
캄보디아의 정치는 입헌군주제로 정의되며 그에 대한 자세한 설명은 다음과 같다.
대전 후 국가원수 노로돔 시아누크 공의 영도하에 중립노선이 추진되었다. 그의 사임 이후 1978년 반 폴 포트 세력이 캄푸치아 구국 민족전선을 결성하고, 베트남군의 지원을 받은 헹 삼린이 1979년 수도를 장악하여 캄푸치아 인민공화국을 수립하였다. 오랜 협상 끝에 1989년 베트남군이 철수하고 1993년 5월 국민총선거가 실시되었으며, 동 9월 신헌법이 제정되고 비동맹 중립노선의 신정부가 출범하였다. 민족 대학살로 악명을 떨친 폴 포트는 1998년에 사망했으며 1999년부터 훈센 총리가 실권자로서 개혁정책을 펼치고 있다.외교는 비동맹·중립노선을 견지. 미국과는 1991년 11월 외교관계를 수립했고, 타이과는 1994년 1월 국경안전 및 무역상호원조조약을 체결했으나 크메르 루주군의 무기판매문제 등으로 불편한 관계를 유지하고 있다. 아세안 외무장관회의는 1996년 7월 캄보디아를 1997년부터 회원국으로 받아들이기로 했으나 훈센 총리의 쿠데타를 이유로 무기한 연기하였다. 아세안은 결국 1999년 4월 캄보디아를 회원국으로 허용했다.선방문 훈 센 총리도 1991년 7월 평양을 방문하는 등 북한과는 전통적으로 친밀한 관계이다. 한국과는 1975년 4월 국교를 중단한 이후 아시아에서 유일한 미수교국이었으나 1992년 2월 첫 외교접촉에 이어 1997년 10월 수교합의문에 서명했다. 총 108개국과 수교하고 있다.